# بيت الحداد (الرجم)

تعديل مصدري - تعديل

بيت الحداد هي إحدى قرى عزلة بني الجلبي بمديرية الرجم التابعة لمحافظة المحويت، بلغ تعداد سكانها 272 نسمة حسب تعداد اليمن لعام 2004.